# Herbert Boeckl
Herbert Boeckl (Klagenfurt, 1894 – Vienna, 1966) è stato un pittore austriaco.
Allievo di Adolf Loos, fu docente all'Accademia di Vienna dal 1935.